# Język szera-jögurski
Język szera-jögurski – język z rodziny mongolskiej, używany przez ponad 12 tysięcy osób w chińskiej prowincji Gansu (stan z roku 1990).